# Brian Hewson
Brian Stanford Hewson (Croydon, 4 aprile 1933 – Città del Capo, 13 settembre 2022) è stato un mezzofondista britannico.

## Palmarès
| Anno | Manifestazione  | Sede      | Evento       | Risultato | Prestazione | Note |
| ---- | --------------- | --------- | ------------ | --------- | ----------- | ---- |
| 1956 | Giochi olimpici | Melbourne | 1500 m piani | 5º        | 3'42"6      |      |
| 1958 | Europei         | Stoccolma | 1500 m piani | Oro       | 3'41"9      |      |
| 1960 | Giochi olimpici | Roma      | 800 m piani  | Batteria  | 1'54"6      |      |